# La sombra de la serpiente
La sombra de la serpiente (título original en inglés: The Serpent's Shadow) es una novela de fantasía y aventuras basada en la mitología egipcia escrita por Rick Riordan en 2012. Es la tercera novela de la serie Las crónicas de Kane, que narra las aventuras de Carter Kane, de quince años, y su hermana de trece años, Sadie Kane, descendientes de los antiguos faraones egipcios Narmer y Ramsés el Grande. Carter y Sadie lograron despertar a Ra, pero aún con su ayuda deberán buscar la forma de destruir a la serpiente Apofis. Para poder hacerlo, tendrán que recurrir a una solución extrema: capturar la sombra de Apofis. Para ello, necesitarán la ayuda de un mago psicópata muerto, Setne, que tal vez les traicione o les mate. El libro tiene lugar aproximadamente seis meses después del segundo libro, El trono de fuego.

## Argumento
Carter, Sadie y sus iniciados viajan a Dallas, Texas, el nomo 51, y conocen a J.D. Grissom, el líder del nomo. Le dicen que necesitan un pergamino mágico fuertemente guardado de la exhibición del Rey Tut en el Museo de Arte de Dallas, o su nomo será atacado y destruido por las fuerzas de Apofis, la serpiente del caos, que en tres días se levantará, se tragará el sol y destruirá el mundo. En el camino, Sadie ve una cara en una pared que le dice que no van a entender el pergamino y que en su lugar necesitan la caja de oro. Sin embargo, el nomo es atacado y el pergamino es destruido pero salvan la caja de oro. Para evitar que todos sean asesinados, Sadie convoca a Ma'at, matando a las fuerzas del caos pero casi perdiendo la vida. Ellos descubren que el nomo 51 fue destruido, incluidos todos los magos. En el nomo 21 en Brooklyn, descubren que la caja es una caja de sombras y que contiene la sombra del Rey Tut, su sheut.
Horus visita a Carter como una paloma y sugiere una conexión entre sombras y estatuas. Carter sospecha que hay una manera mejor de execrar a Apofis y decide consultar a Tot. Él se lo dice a todos en la cena y hace planes para consultar a Tot esa noche, pero Sadie lo hace ir a su baile de la escuela. Durante el baile, Sadie se encuentra con Anubis y sugiere que la sheut es como la copia de seguridad de computadora, pero Shu los separa más tarde. Sadie tiene una idea acerca del uso de la sheut de Bes para devolverle su ren y restaurar el alma del dios.
Leonid, el mago Ruso que conocieron el año pasado, recibe malas noticias y revela que secretamente ha estado aprendiendo la Senda de Shu, la cual está prohibida. Sadie lo lleva al Nomo Primero para encontrarse con Amos. Él les dice que los rebeldes, liderados por Sarah Jacobi y Kwai, se han unido con Apofis. Amos le dice a Zia y a Sadie que visiten a Bes. Mientras tanto, Carter y Walt van a visitar a Tot. Tot está siendo atacado por demonios. Walt y Carter los rechazan, y Tot los ayuda a entender quién es Setne. Se dan cuenta de que tienen que visitar la Tierra de los Muertos en su juicio y persuadir a Osiris para que los ayude.
Cuando Zia y Sadie visitan la Casa del Descanso, Sadie se da cuenta de que Amos está aprendiendo la Senda de Set, a quien una vez fue obligado a alojar. Tauret les dice dónde Bes una vez escondió su sheut. Carter, Sadie, Zia y Walt se encuentran e intercambian información. Se encuentran con Osiris y lo persuaden para que deje ir a Setne con ellos. Sadie y Walt van a buscar a la sheut de Bes, mientras que Zia y Carter van con Setne a buscar el Libro de Tot.
Zia, Carter y Setne logran recuperar el Libro de Tot del Templo del Toro Apis, pero luego Setne los engaña al dar órdenes a Filo Ensangrentado de matarlos y al mismo tiempo llevarlos a la Tierra de los Demonios. Mientras tanto, Sadie y Walt visitan a la diosa Neit, quien les dice que los ayudará si pueden sobrevivir a su cacería hasta el atardecer. Sobreviven usando sus amuletos shen para dividirse y trasladarse el uno al lado del otro, y luego, al final, justo antes del atardecer, Sadie engaña a Neit hipnotizándola con cuentos sobre la caza de gominolas. Neit acepta luchar contra Apofis junto a la Casa de la Vida cuando este se alze. Walt usa el resto de su energía para revivir a la sheut de Bes, y luego sobrevive al convertirse en el anfitrión de Anubis.
Él ve el plan de Setne y le dice a Sadie que vaya a ayudar a Carter y Zia. Mientras tanto ellos entran en la Tierra de los Demonios, y Carter y Zia se besan. Carter se da cuenta de que Zia se ha convertido en el anfitrión de Ra. Como no pueden interpretar el mapa, tienen que dejar que Setne les guíe hasta la sombra. Le permiten arrojar glamour sobre ellos, por lo que se mezclan y se parecen a los demonios y lo siguen hasta el Mar del Caos. Ellos consiguen encontrar e invocar la sombra de la serpiente, pero Setne los traiciona, convirtiendo el glamour en una maldición de atadura.
Él explica que atará la sombra dentro de una estatuilla y chantajeará a Apofis con la execración a menos que haga lo que él ordena; él quiere destruir Egipto y toda mención de su padre (Ramsés el Grande) y de la mayoría de los magos, pero no del mundo entero. Sin embargo, hay algunos hechizos que no puede lanzar porque es un fantasma, por lo que necesitaba la ayuda de Carter y Zia. Sadie viene a ayudar y logra atarlo y desenredar a Carter y Zia. Sadie logra capturar la sombra y ellos se vuelven hacia Setne, pero él desapareció, las ataduras y todo. Sin embargo, tienen mayores problemas: la sombra pidió refuerzos y un ejército de demonios marcha hacia ellos.
Tauret llega con los dioses de la Cuarta Casa y los salva de una muerte trágica. La pelea dio un propósito a los viejos dioses y diosas, y Bes ha regresado a su vieja y fea personalidad, justo a tiempo para llevarlos a la barcaza solar de Ra, que simplemente está pasando. Cuando suben a bordo, Ra sigue viejo y senil, pero renace como un anciano más en forma una vez que se fusiona con Zia. Llegan a Giza para encontrar a Bast distrayendo a Apofis lo mejor que puede. Bes y Ra/Zia van a ayudarla, mientras que Sadie y Carter ayudan a defender el Nomo Primero.
Los magos rebeldes ya están allí, protegiendo la puerta del Salón de las Edades, donde Amos está atrapado con el escuadrón de asaltos. Los iniciados de la casa de Brooklyn logran abrirse paso a través, con Walt/Anubis ayudando con su magia de la muerte. Cuando entran, Amos se mantiene firme contra los magos porque ahora es el anfitrión de Set, y se las arregla para mantener el poder de Set bajo control. Sadie y Carter canalizan a Isis y Horus y se unen a la pelea, pero todos están sometidos. La rebelde líder, Sarah Jacobi, está a punto de matar a Sadie, pero Walt/Anubis la salva y trae a los espíritus de los muertos para llevarla a la Duat. Su teniente, Kwai, canaliza a Apofis, y es asesinado, pero se las arregla para lanzar un último hechizo "derribar" para destruir el Nomo. Sadie canaliza el poder de Isis y se las arregla para hablar la Palabra de poder más difícil de todas: "Ma'at" y restaura el Nomo, desmayándose en el proceso.
Con el fin de hacer la execración, deben estar frente a la serpiente. Carter/Horus llama a los dioses y con su ayuda, marchan para encontrarse con Apofis, pero él está fracturando la realidad y están todos separados en diferentes niveles de la Duat, luchando contra diferentes partes de Apofis. Sadie y Carter logran encontrar donde la serpiente es más fuerte y aunque se las arregla para tragar a Ra/Zia, todavía logran lanzar el hechizo de execración y lo destierran para siempre. Zia escapa, volando la cabeza de Apofis en el proceso, pero los dioses tienen que retirarse, ya que el Caos y el Ma'at están tan entrelazados que al empujar y desterrar al Caos, las fuerzas de Ma'at también deben ser rechazadas.
Aunque Ra ha regresado, le ofrece a Horus el trono, y Carter toma el trono del Faraón en el Nomo Primero también. Carter y Sadie van a ver a su padre para informar sobre la fuga de Setne. Su padre simplemente está feliz de que estén vivos y hayan logrado salvar el mundo. Sadie habla con su madre, quien le pide que tenga cuidado porque su don de la profecía ha mostrado sus visiones de "otros dioses" y "magia rival". Carter lleva a Zia a una cita en el Mall of America. Ella le dice que se quedará en la Casa de Brooklyn. Comparten un beso apasionado y comienzan una relación. Mientras tanto, Bes y Tauret finalmente se reúnen después de muchos siglos. Walt, que al ser el ojo de Anubis y su anfitrión mortal no tiene que retirarse del mundo, baila con Sadie y la pareja también tiene un beso romántico.
Setne todavía anda suelto con el Libro de Tot y la Casa de Brooklyn ha tenido una afluencia de iniciados, al igual que la mayoría de los Nomos en el mundo. Lo cual explica que estarán tan ocupados que probablemente ya no habrá más grabaciones. Esta grabación termina con una invitación a cualquiera con la sangre de los faraones para unirse a la Casa de la Vida. Sadie también menciona que tendrán que verificar "magia inexplicable" en Long Island.

## Personajes principales
- Carter Kane: Él tiene quince años y es el anfitrión de Horus. Tiene la "sangre de los faraones", siendo un descendiente de Narmer por parte de padre y Ramsés el Grande por parte de madre. Tiene la piel oscura, cabello castaño oscuro rizado y ojos marrones, más parecido a su padre afroamericano que a su madre blanca. Desde que tenía ocho años, después de que su madre murió, viajó con su padre, Julius Kane. Él es el hermano de Sadie. Su especialidad es la magia de combate y su arma preferida es un khopesh, una espada egipcia antigua favorecida por los guardias del Faraón. Su novia es Zia Rashid.

- Sadie Kane: Ella tiene trece años y es una anfitriona de Isis. Ella fue criada en Inglaterra por sus abuelos desde los seis años después de que su madre murió. Tiene la piel clara, pelo color caramelo, que generalmente tiñe  con vetas de colores brillantes, ojos azules, y nunca va a ninguna parte sin botas de combate. Ella es una maga poderosa y natural que puede leer jeroglíficos y entender al antiguo egipcio. Su padre le dio una gata a la que llamó Tarta, aunque en realidad es la diosa Bast quien es la protectora de los hermanos Kane. El novio de Sadie es Walt/Anubis.

- Zia Rashid: Una maga egipcia de catorce años que es una elementarista de fuego. Ella es amiga de Sadie y la novia de Carter. Se convierte en la anfitriona de Ra.

- Walt Stone: Un mago egipcio joven y moribundo que lleva la maldición de Akenatón. Se convierte en el anfitrión de Anubis con el fin de seguir con vida. Walt es también el novio de Sadie Kane. Su especialidad es la fabricación de amuletos.

- Amos Kane: Un poderoso mago egipcio que se convirtió en el anfitrión involuntario de Set, es el tío de Sadie y Carter. Él es el hermano de Julius Kane, y un antiguo protector de los niños Kane. Él era el tercer miembro más poderoso de la Casa de la Vida, después de Iskandar y Michel Desjardins, pero después de las muertes de estos, se convierte en el mago más poderoso del mundo, y el Lector Jefe de la Casa de la Vida.

- Julius Kane: Un mago egipcio que se convierte en el anfitrión de Osiris y libera a los dioses demoniacos de sus prisiones. Él es el padre de Carter y Sadie Kane. Su esposa, Ruby Kane, murió tratando de liberar a Bast y sellar a la serpiente de caos Apofis en la Aguja de Cleopatra. Él es también un egiptólogo.

- Ruby Kane: La mama de Carter y Sadie que murió en la Aguja de Cleopatra tratando de sellar fuera a la serpiente del caos Apofis.

- Bast: La diosa egipcia de los gatos. Ella se convierte en la protectora de Sadie Kane después de que Ruby muriera liberándola de su prisión.

- Set: El poderoso dios egipcio de los desiertos, las tormentas, el desorden, la violencia y los extranjeros.

- Ra: El antiguo dios egipcio del sol. Él fue una vez el rey de los dioses, pero abdica de su trono a favor de Horus.

- Apofis: La encarnación del Caos y el antiguo enemigo de Ra. Usó al demonio Rostro de Horror como su anfitrión.